# Валідол
Валідол (лат. Validolum), або Ментолу ізовалеріат (англ. Menthyl isovalerate) — напівсинтетичний лікарський засіб, який має переважно заспокійливу дію, проте часто застосовується та рекомендується як антиангінальний засіб, який застосовується сублінгвально. Валідол застосовується практично виключно на території колишнього Радянського Союзу. Уперше валідол синтезований у 1897 році в Німеччині, промислове виробництво валідолу вперше налагоджене в 1937 році в Києві на хіміко-фармацевтичному заводі імені Ломоносова.

## Фармакологічні властивості
Валідол — напівсинтетичний препарат, який застосовується як заспокійливий та часто застосовується та рекомендується як антиангінальний засіб. Механізм дії препарату полягає в подразненні холодових рецепторів ротової порожнини, внаслідок чого шляхом рефлекторних зв'язків діє на нервові закінчення кровоносних, у тому числі коронарних судин, що спричинює їх помірне розширення, та заспокійливий ефект на нервову систему. Заспокійливий ефект препарату також є наслідком вивільнення енкефалінів, ендорфінів, динорфінів і пептидів, що регулюють відчуття болю. Валідол також має протиблювотний, та протисвербіжний ефект при місцевому нашкірному застосуванні. Проте валідол ефективний виключно при легкому нападі стенокардії, а при гострому інфаркті міокарда може бути навіть небезпечним, оскільки його прийом може лише спричинити затримку ефективної допомоги, а пізніше після нетривалого покращення стану навіть погіршити стан хворого у зв'язку з активацією симпатичної нервової системи та збільшенням потреби в кисні внаслідок викиду адреналіну.

### Фармакокінетика
Валідол при сублінгвальному застосуванні швидко всмоктується, ефект препарату спостерігається через 5 хвилин після застосування. Валідол метаболізується в печінці, виводиться у вигляді метаболітів із сечею.

## Покази до застосування
Валідол застосовують при легкому нападі стенокардії, морській та повітряній хворобах, істерії, неврозах, головному болю, пов'язаному із прийомом нітратів.

## Побічна дія
Вважається, що при застосуванні валідолу побічні ефекти виникають рідко, найчастішими з них є нудота, неприємні відчуття в животі, сльозотеча, запаморочення, артеріальна гіпотензія, сонливість, рідше алергічні реакції. У зв'язку з можливим виникненням сонливості, млявості та запаморочення при застосуванні валідолу він може спричинити помилки при керуванні автомобілем.

## Протипокази
Валідол протипоказаний при підвищеній чутливості до компонентів препарату, вираженій артеріальній гіпотензії, гострому інфаркті міокарда.

## Форми випуску
Валідол випускається у вигляді таблеток по 0,06 г; желатинових капсулах по 0,1 г; раніше випускався також у краплях для перорального застосування.

## У масовій культурі
Значна поширеність та популярність валідолу в застосуванні при болях у грудній клітці різного генезу спричинила виникнення спортивного поняття «валідольний матч», тобто матч, перебіг якого спричинює виникнення нервового напруження у вболівальників, що супроводжується в тому числі болями в серці.